# Macedonia (región)
La referencia a Macedonia como una región geográfica de Europa suroriental ha ido variando con los siglos, ya que la zona permaneció unida y dividida de diferentes formas entre varios estados, y en este artículo se detalla la actualmente aceptada.

## Geografía
Definir los límites geográficos de Macedonia es algo particularmente difícil ya que hay muchas descripciones según sea el país que comparte esta zona. Sin embargo, Macedonia en su sentido más común se refiere a un área comprendida entre: el río Nestos y las montañas Ródope, al este; las montañas de Osgorske, de la Crna Gora y de la Stara Planina,  al norte; los montes albaneses de Jablanica y los lagos de Ohrid y de Prespa, al oeste; y las montañas de Grammos y el monte Olimpo, al sur.
La zona geográfica macedónica se divide ahora entre la Macedonia griega (52,4 %), Macedonia del Norte (35,8 %), Bulgaria (10,1 %) y, de acuerdo con los mapas, Albania (1,4 %) y Serbia (0,3 %). 
La zona recibe también otras apelaciones:
- Macedonia griega (una de las 10 regiones administrativas de Grecia), que integra: 
  - Macedonia central, una de las 13 periferias (regiones administrativas) de Grecia;
  - Macedonia oriental, otra de las 13 periferias de Grecia;
  - Macedonia occidental, otra de las 13 periferias de Grecia;
- Macedonia egéica, llamada por los griegos simplemente Macedonia: la parte de Macedonia situada a lo largo del mar Egeo y que se encuentra ahora en Grecia. Corresponde aproximadamente con las actuales periferias de Macedonia occidental, Macedonia central y el extremo occidental de Macedonia oriental y Tracia;
- Macedonia del Norte: el nombre de la parte de Macedonia que ahora forma la república eslava homónima.
- Macedonia de Pirin: la parte de Macedonia situada al oeste de la línea de crestas de la cadena de montañas del Pirin y del este de la montaña de Vlahina, a ambos lados del río Struma. Ahora se encuentra en Bulgaria.

Macedonia se encuentra a caballo sobre el gran corredor que une Europa oriental y el Mediterráneo, siguiendo los valles de los ríos Morava y del Vardar/Axios, una vía estratégica que ha sido testigo del paso de incontables ejércitos griegos, romanos, eslavos y turcos.

## Historia
La región macedónica, incluidos amplios territorios de los países vecinos, estuvo habitada desde antiguo por tribus tracio-iliacas, gobernadas por reyes propios, constituyendo el Reino de Macedonia. Con Filipo II (359 a. C.) se unificó y fortaleció, haciendo posible el esplendor subsiguiente del Imperio macedónico bajo Alejandro Magno. Luego pasó a ser una de las provincias romanas, la provincia de Macedonia.
Durante el Medioevo fue una provincia o thema del Imperio bizantino, el thema de Macedonia.
Durante el siglo VI se produjo la inmigración masiva de eslavos que superaron demográficamente a las poblaciones locales de orígenes ilirios, tracios y griegos. El territorio pasó a ser controlado por Bulgaria motivo por el cual el idioma actual y gran parte de la cultura eslavo-macedonia presenta fuertes afinidades con los de Bulgaria. 
Desde el siglo XIV se produjo la invasión y ocupación turca que incluyó al norte de la región de Macedonia en la región llamada Rumelia. 
La dominación turca se mantuvo hasta fines de siglo XIX; entre 1880 y 1912 (y luego nuevamente en las dos Guerras Mundiales) la Macedonia eslava fue disputada por Bulgaria y Serbia. 
Ya desde 1878, Rusia, cuyas victorias condujeron a la creación del nuevo Estado de Bulgaria, presionó para que se creara una "Gran Bulgaria" que hubiera incluido gran parte de Macedonia. Esta nueva división territorial quedó reflejada en el efímero Tratado de San Stefano que Rusia impuso al derrotado Imperio otomano el 3 de marzo de 1878. Las potencias europeas, sin embargo, se opusieron a las condiciones dictadas por los rusos. En el Congreso de Berlín de 1878, las demás potencias concedieron a la nueva Bulgaria, principado vasallo del sultán, un territorio mucho más reducido, y mantuvieron la separación de Rumelia Oriental hasta 1885. El tratado del 13 de julio de 1878 devolvió Macedonia a control otomano. A partir de entonces y durante los últimos años del siglo XIX y los primeros del XX, la región se convirtió en un campo de batalla para las bandas armadas de irregulares favorables a serbios, búlgaros y griegos, que se lo disputaban a pesar de la soberanía otomana. En agosto de 1903, la OIRM desató un levantamiento contra los otomanos que fracasó en septiembre.
La Macedonia eslava fue quedando bajo soberanía del Reino de Serbia en 1912 y tal situación se ratificó al concluir la Primera Guerra Mundial y formarse la Yugoslavia (Eslavia del Sur). 
Tras la Segunda Guerra Mundial la Macedonia eslava que había quedado en poder de Serbia pasó a ser una de las repúblicas federadas de Yugoslavia, la más meridional de estas.

### Divisiones políticas
Desde 1991, la región histórica de Macedonia está dividida en :
- Macedonia del Norte, país europeo.

- Macedonia Griega o Macedonia Egea, una provincia griega compuesta por Macedonia Occidental, Macedonia Central y la Macedonia oriental y Tracia

Partes más pequeñas de la región histórica de Macedonia están en los actuales países de Bulgaria, Serbia y Albania.